# Josep Segura i Barreda
Josep Segura i Barreda (Castellfort, Ports de Morella, 1815 - Morella, 1888) va ser un historiador i sacerdot valencià.
Després de concloure la seva formació sacerdotal, va ordenar-se el 1838. Com a historiador, és especialment conegut, i ha deixat empremta, per la publicació, el 1868, de la seva obra monumental "Morella y sus aldeas. Corografía, Estadística, Historia, Tradiciones, Costumbres, Industria, Varones Ilustres, etc. de esta antigua población y de las que fueron sus aldeas", que aparegué en 3 volums, i fou reeditada per l'Associació d'Amics de Morella i la seva comarca l'any 1981. Aquesta obra constituí una de les fites més representatives de la història local valenciana del segle xix. Per a la seva realització aprofità sobretot els rics fons conservats a l'arxiu de l'Església Arxiprestal de Santa Maria la Major de Morella, de la qual fou beneficiat des del 1838, i posteriorment arxiprest, en diverses fases entre el 1846 i el 1877. Més enllà dels continguts històrics de la història local, l'obra esdevingué un document de valor en si mateixa, pel fet de citar, i publicar, molts documents, alguns actualment desapareguts o no localitzats. A més d'aquest treball, publicà diversos articles en periòdics de Madrid, Barcelona i València, llibres de temàtica religiosa i treballs històrics en publicacions com la Revista del Maestrazgo, editada a Morella durant els anys vuitanta. Coincidint amb les festes del Sexenni del 1880, inicià una publicació setmanal que titulà “Revista de las Fiestas Sexenales que la ciudad de Morella consagra a María Santísima de Vallivana en 1880”. La revista, on feu diverses aportacions sobre les festes sexennals de Morella des del 1678, continuà publicant-se fins a l'actualitat, amb el nom simplificat de "Vallivana". El 1882 també publicà una Breve Historia de la Fundación y objeto de la Cofradía de Nuestra Señora de Vallivana y su restablecimiento.